# La Danseuse microscopique
La Danseuse microscopique je francouzský němý film z roku 1902. Režisérem je Georges Méliès (1861–1938). Film trvá necelé tři minuty.

## Děj
Kouzelník nechá objevit svého asistenta, z jehož pusy postupně vytáhne šest vajec. Ty rozbije o talířek a hodí do klobouku. Z něho posléze vytáhne jedno velké vejce, které položí na stůl a ještě ho zvětší. Poté z něho pomocí kouzla vytáhne malou dívku o velikosti panenky, která začne na stole tancovat. Zvětší ji do lidské velikosti a posadí ji na stoličku. Zatímco asistent vleze do dřevěné bedny, kouzelník zakryje tanečnici dekou a oba prohodí. Všichni tři se chytnou za ruce a ukloní se před domnělé publikum. Na závěr se pomocník začne ženě dvořit, což kouzelníka rozčílí tak moc, že ho od ní vykopne pryč a sám s ní odejde.